# Анаґа
Анаґа (груз. ანაგა) — село в муніципалітеті Сігнагі, мхаре Кахетія, Грузія; центр сільської ради. Розташоване в Алазанській долині на висоті 400 м над рівнем моря. Відстань від Сігнагі 6 км, від Цнорі (найближчої залізничної станції) 9 км. За даними перепису 2014 року в селі мешкає 2002 особи.
В околицях Анаґи знаходиться середньовічна церква Святого Ілії та фортеця Тамар.
Село Анаґа підпорядковується єпархії Бодбе Грузинської церкви. Анаґа – це своєрідні «ворота» середньовічного Кізікі.

## Галерея

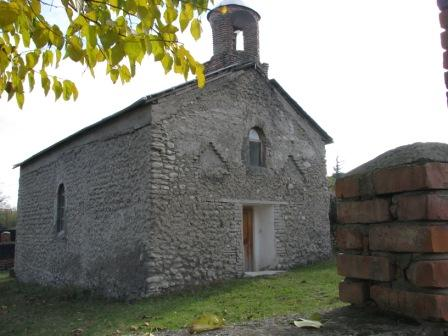
Церква Св. Ніно